# Jean-Pierre Cabanes
Pour les articles homonymes, voir Cabanes.
Jean-Pierre Cabanes, né le 31 juillet 1949 à Montpellier, est un avocat et écrivain français.

## Biographie
Avocat spécialisé en droit pénal, il prête serment le 21 décembre 1971. Il devient un avocat connu au sein du barreau de Nîmes, puis son bâtonnier de 2001 à 2002. Il vit également dans la cité des Antonins.
En 1994, il est élu correspondant de l'Académie de Nîmes, mais ne conserve ce titre que quelques années.
Il est, en outre, l'auteur de nombreux romans. 
Il partage le nom de plume collectif de Pierre-Alain Cabrero avec Alain Roger et Alain Levrero.
En 2011, il suscite la polémique en déclarant sur le ton de la « boutade » que son client est — avec sa consœur Khadija Aoudia et le journaliste Hocine Rouagdia — « un des rares maghrébins qui paie ses impôts »,. La bâtonnière Chantal Chabanon-Clauzel le dédouane toutefois de toute « intention malveillante ».
En 2019, il apporte son soutien à la candidature d'Yvan Lachaud aux élections municipales de 2020 à Nîmes.

## Œuvres
- L'Audience solennelle, Éditions de Trévise, 1981 (France Loisirs, 1982)
- Procès pour une amante défunte, Éditions de Trévise, 1982 (France Loisirs, 1985)
- Le Manipulateur, Éditions de Trévise, 1983
- Le Jeu de Jan, Fanval, 1985
- La Bâtonnière de Nîmes, 1988
- Femmes obscures vers la Maison Carrée, Éditions C. Lacour, 1989
- Les Passions mitoyennes, Éditions J.-C. Lattès, 1991 (France Loisirs, 1992)
- Un notable affranchi, Hermé, 1991
- Les Guetteurs d'orages, Éditions C. Lacour, 1994
- Étranges Histoires d'Occitanie, Éditions C. Lacour, 1994
- Le Retour de Mathilde, Éditions HB, 1997 (Gros caractères, Éditions Encre bleue, 2000)
- Les Haines vigilantes, Éditions C. Lacour, 1998
- Le Scribe de César, Éditions HB, 2002
- Rendez-vous après la guerre, Éditions C. Lacour, 2004
- Retour des dieux, Éditions C. Lacour, 2005
- Les Vies parallèles, Éditions C. Lacour, 2007
- Faena, Éditions Singulières, 2009
- Le Gynophage, Éditions Singulières, 2009
- Ciao bella, Aubéron, 2009 (Sélection du Reader’s Digest, Grand Livre du Mois)
- Retour à Palerme, Aubéron, 2011
- Une jeunesse italienne, Anthema-Aubéron, 2014 - Prix Jean-Carrière 2014
- Rhapsodie italienne, Albin Michel, 2019
- Rendez-vous à Naples, Albin Michel, 2022
- L'annonce faite à Göering, Albin Michel, 2023

## Prix
Il a notamment obtenu le grand prix de littérature policière en 1982 pour L'Audience solennelle et le prix Jean-Carrière en 2014 pour Une jeunesse italienne.